# Osiek Mały
Osiek Mały è un comune rurale polacco del distretto di Koło, nel voivodato della Grande Polonia.
Ricopre una superficie di 87,33 km² e nel 2006 contava 5 868 abitanti.